# Stensjö hagar
Stensjö hagar är en bebyggelse öster om riksväg 56 på nordöstra delen av Nyckelön i Rytterne socken i Västerås kommun. Från 2015 avgränsar SCB här en småort.